# Ханьча (Свентокшиське воєводство)
Ханьча (пол. Chańcza) — село в Польщі, у гміні Ракув Келецького повіту Свентокшиського воєводства.
Населення — 421 особа (2011).
У 1975-1998 роках село належало до Келецького воєводства.

## Демографія
Демографічна структура на день 31 березня 2011 року:
|          | Загалом | Допрацездатний вік | Працездатний вік | Постпрацездатний вік |
| -------- | ------- | ------------------ | ---------------- | -------------------- |
| Чоловіки | 217     | 44                 | 142              | 31                   |
| Жінки    | 204     | 27                 | 118              | 59                   |
| Разом    | 421     | 71                 | 260              | 90                   |